# سیارک ۲۷۱۰
سیارک ۲۷۱۰ (به انگلیسی: 2710 Veverka، نامگذاری:1982FQ) دو هزار و هفتصد و دهمین سیارک کشف شده‌است که در ۲۳ مارس ۱۹۸۲ کشف شد.
قدر مطلق سیارک برابر ۱۳٫۵۰ است.